# Досиетата Х (сезон 4)
Четвъртият сезон на научнофантастичния телевизионен сериал „Досиетата Х“ започва да се излъчва по мрежата на Fox в Съединените щати на 4 октомври 1996 г. и завършва по същия канал на 18 май 1997 г., след излъчени всички 24 епизода.
След снимките и излъчването на сезона, започва продукцията на игралния филм Досиетата Х, който излиза през 1998 г. след петия сезон на сериала.
Четвъртият сезон се фокусира върху федералните агенти на ФБР Фокс Мълдър и разследването на неговия партньор Дейна Скъли за извънземен заговор, който е прикриван от мистериозния Синдикат. По средата на сезона, Скъли е диагностицирана с терминален рак, в резултат на предишното ѝ отвличане, а Мълдър започва да губи вярата си в идеята за извънземни. Дебютирайки с високи зрителни показатели и класирайки се на 20-о място за най-гледан телевизионен сериал през телевизионната година 1996/97 в Съединените щати. Сезонът е успешен, като цифрите са за около 20 милиона зрители на епизод. Това го прави най-високо оценения сезон на „Досиетата Х“. Дванадесетият епизод от сезона, Leonard Betts е избран за водеща програма на Fox след Супербоул XXXI, и е гледан от 29.1 милиона зрители, което го прави най-гледаният епизод на сериала.

## Роли

### Главни
- Дейвид Духовни – специален агент Фокс Мълдър
- Джилиън Андерсън – специален агент Дейна Скълиa

a ↑Не участва в Zero Sum.

### Второстепенни
- Мич Пиледжи – Уолтър Скинър
- Стивън Уилямс – Х
- Уилям Б. Дейвис – Пушача
- Никълъс Лий – Алекс Крайчек
- Лори Холдън – Марита Коварубиъс
- Брус Харууд – Джон Байърс
- Том Брейдууд – Мелвин Фрохайк
- Дийн Хаглунд – Ричард Лангли
- Ребека Тулман – Тийна Мълдър
- Брендан Бейсър – Пендръл
- Дон С. Уилямс – Първият старейшина
- Джери Хардин – Дълбоко гърло
- Брайън Томпсън – Извънземен ловец на глави
- Рой Тинс – Джеремая Смит

## Епизоди
| № | #  | Заглавие                           | Режисура        | Сценарий                                                | Първо излъчване     | Първо излъчване     | Рейтинг (в милиони) |
| --- | -- | ---------------------------------- | --------------- | ------------------------------------------------------- | ------------------- | ------------------- | ------------------- |
| 74 | 1  | Herrenvolk                         | Р. У. Гудуин    | Крис Картър                                             | 4 октомври 1996 г.  | 4 октомври 1996 г.  | 21.11               |
| Преследван от извънземния ловец на глави, Джеремая Смит отвежда Мълдър до ферма, където намира няколко момичета, които са клонинги на сестра му. |    |                                    |                 |                                                         |                     |                     |                     |
| 75 | 2  | Home                               | Ким Манърс      | Глен Моргън и Джеймс Уонг                               | 11 октомври 1996 г. | 11 октомври 1996 г. | 18.85               |
| В малък, иначе мирен град агентите разследват смъртта на бебе с обезпокоителни вродени увреждания, а следите водят до род на генетични мутанти. |    |                                    |                 |                                                         |                     |                     |                     |
| 76 | 3  | Teliko                             | Джеймс Чарлстън | Хауърд Гордън                                           | 18 октомври 1996 г. | 18 октомври 1996 г. | 18.01               |
| Мълдър и Скъли са призовани да разследват необясними смъртни случаи на няколко африканци и афроамериканци, чийто цвят на кожата е побелял, в резултат на рядко медицинско разстройство или странно проклятие.                                                                                  |    |                                    |                 |                                                         |                     |                     |                     |
| 77 | 4  | Unruhe                             | Роб Бауман      | Винс Джилигън                                           | 27 октомври 1996 г. | 27 октомври 1996 г. | 19.10               |
| Агенти Мълдър и Скъли разследват странни отвличания, в които единствените улики са необясними снимки. Но когато Скъли е следващата жертва, Мълдър трябва да влезе в главата на убиеца. |    |                                    |                 |                                                         |                     |                     |                     |
| 78 | 5  | The Field Where I Died             | Роб Бауман      | Глен Моргън и Джеймс Уонг                               | 3 ноември 1996 г.   | 3 ноември 1996 г.   | 19.85               |
| Търсенето на информатор в секта, води Скъли до съпругата на един от водачите. Това, което скоро откриват, е неочаквано тясна връзка с жената. |    |                                    |                 |                                                         |                     |                     |                     |
| 79 | 6  | Sanguinarium                       | Ким Манърс      | Валъри Майхю и Вивиан Майхю                             | 10 ноември 1996 г.  | 10 ноември 1996 г.  | 18.85               |
| Странните убийства в отделение за пластична хирургия, карат Мълдър и Скъли да подозират, че може да бъде отговорна свръхестествена сила. |    |                                    |                 |                                                         |                     |                     |                     |
| 80 | 7  | Musings of a Cigarette Smoking Man | Джеймс Уонг     | Глен Моргън                                             | 17 ноември 1996 г.  | 17 ноември 1996 г.  | 17.09               |
| Мълдър, Скъли и Байърс се срещат с Фрохайк, където той описва реалния живот на Пушача. |    |                                    |                 |                                                         |                     |                     |                     |
| 81 | 8  | Tunguska                           | Ким Манърс      | Франк Спотниц и Крис Картър                             | 24 ноември 1996 г.  | 24 ноември 1996 г.  | 18.86               |
| Дипломатически куриер, превозващ смъртоносен товар, забърква агенти Мълдър и Скъли в опасна мрежа от интриги, която води Мълдър в Русия. |    |                                    |                 |                                                         |                     |                     |                     |
| 82 | 9  | Terma                              | Роб Бауман      | Франк Спотниц и Крис Картър                             | 1 декември 1996 г.  | 1 декември 1996 г.  | 17.34               |
| Скъли и Скинър присъстват на подозрително изслушване в Сената, докато Мълдър и Крайчек са в руски ГУЛАГ. |    |                                    |                 |                                                         |                     |                     |                     |
| 83 | 10 | Paper Hearts                       | Роб Бауман      | Винс Джилигън                                           | 15 декември 1996 г. | 15 декември 1996 г. | 16.59               |
| Агент Мълдър е преследван от стар случай, в който млади момичета са били убити, а сърцата им изрязани от нощниците. Скоро Мълдър става подозрителен, когато убиецът му се подиграва с идеята, че една от жертвите му може да е Саманта.                                                        |    |                                    |                 |                                                         |                     |                     |                     |
| 84 | 11 | El Mundo Gira                      | Тъкър Гейтс     | Джон Шайбан                                             | 12 януари 1997 г.   | 12 януари 1997 г.   | 22.37               |
| Смъртоносният дъжд в трудов лагер на мигранти изпраща агенти Мълдър и Скъли по следите на митичен звяр – Ел Чупакабра. |    |                                    |                 |                                                         |                     |                     |                     |
| 85 | 12 | Leonard Betts                      | Ким Манърс      | Винс Джилигън, Джон Шайбан и Франк Спотниц              | 26 януари 1997 г.   | 26 януари 1997 г.   | 29.15               |
| Изчезването на тяло без глава на мъж от моргата, кара Мълдър и Скъли да разследват странните обстоятелства около смъртта на мъжа. Но за Скъли това ще доведе до ужасяващо откровение. |    |                                    |                 |                                                         |                     |                     |                     |
| 86 | 13 | Never Again                        | Роб Бауман      | Глен Моргън и Джеймс Уонг                               | 2 февруари 1997 г.  | 2 февруари 1997 г.  | 21.36               |
| На свое задание извън града, Скъли среща мъж, чиято татуировка не иска да го дели с никого – особено със Скъли. |    |                                    |                 |                                                         |                     |                     |                     |
| 87 | 14 | Memento Mori                       | Роб Бауман      | Крис Картър, Винс Джилигън, Джон Шайбан и Франк Спотниц | 9 февруари 1997 г.  | 9 февруари 1997 г.  | 19.10               |
| Страхът за здравето на Скъли праща Мълдър да разследва странните обстоятелства, които могат да обяснят нейното тайнствено отвличане преди две години, докато Скъли поема по-практичен курс, за да излекува болестта си.                                                                        |    |                                    |                 |                                                         |                     |                     |                     |
| 88 | 15 | Kaddish                            | Ким Манърс      | Хауърд Гордън                                           | 16 февруари 1997 г. | 16 февруари 1997 г. | 16.56               |
| Убийство в еврейска общност води до смъртта на убийците, принуждавайки Мълдър и Скъли да определят дали е отмъщение. |    |                                    |                 |                                                         |                     |                     |                     |
| 89 | 16 | Unrequited                         | Майкъл Ландж    | Хауърд Гордън                                           | 23 февруари 1997 г. | 23 февруари 1997 г. | 16.56               |
| Тайнственото убийство на високопоставен военен служител, кара Мълдър и Скъли да се състезават с времето, за да спрат на пръв поглед неудържимия и невидим убиец. |    |                                    |                 |                                                         |                     |                     |                     |
| 90 | 17 | Tempus Fugit                       | Роб Бауман      | Крис Картър и Франк Спотниц                             | 16 март 1997 г.     | 16 март 1997 г.     | 18.85               |
| Празнувайки рождения ден на Скъли, Мълдър научава за смъртта на Макс Фениг в самолетна катастрофа. Агентите скоро откриват, че обстоятелствата около катастрофата може да са били извънземни.                                                                                                  |    |                                    |                 |                                                         |                     |                     |                     |
| 91 | 18 | Max                                | Ким Манърс      | Крис Картър и Франк Спотниц                             | 23 март 1997 г.     | 23 март 1997 г.     | 18.34               |
| Разследването продължава за агенти Мълдър и Скъли за очевидното сваляне на полет 549 от НЛО. Те се сблъскват със смъртоносна опозиция от страна на военните, която продължава да прикрива истината за инцидента.                                                                               |    |                                    |                 |                                                         |                     |                     |                     |
| 92 | 19 | Synchrony                          | Джеймс Чарлстън | Хауърд Гордън и Дейвид Грийнуолт                        | 13 април 1997 г.    | 13 април 1997 г.    | 18.09               |
| Мълдър и Скъли разследват убийство, за което заподозреният представя невероятно алиби – че смъртта е била предсказана от старец, който може да види в бъдещето. |    |                                    |                 |                                                         |                     |                     |                     |
| 93 | 20 | Small Potatoes                     | Клиф Бол        | Винс Джилигън                                           | 20 април 1997 г.    | 20 април 1997 г.    | 20.86               |
| Малък град е „благословен“ от бебета, родени с опашки. Мълдър и Скъли пристигат само за да срещнат заподозрян, който се оказва почти невъзможен за идентифициране. |    |                                    |                 |                                                         |                     |                     |                     |
| 94 | 21 | Zero Sum                           | Ким Манърс      | Хауърд Гордън и Франк Спотниц                           | 27 април 1997 г.    | 27 април 1997 г.    | 18.60               |
| Агент Мълдър започва криминално разследване на странна смърт, която той открива, че има връзка с Уолтър Скинър. Междувременно, Скинър прави своя собствена сделка с дявола в отчаян опит да спаси Скъли от рака, който превзема тялото ѝ.                                                      |    |                                    |                 |                                                         |                     |                     |                     |
| 95 | 22 | Elegy                              | Джеймс Чарлстън | Джон Шайбан                                             | 4 май 1997 г.       | 4 май 1997 г.       | 17.10               |
| Мълдър и Скъли следят поредица от убийства, които водят до дом за психично болни и улика, която няма смисъл: всяка жертва има предполагаемо предупреждение. |    |                                    |                 |                                                         |                     |                     |                     |
| 96 | 23 | Demons                             | Ким Манърс      | Р. У. Гудуин                                            | 11 май 1997 г.      | 11 май 1997 г.      | 19.10               |
| Скъли е загрижена за благосъстоянието на Мълдър, който страда от загуба на паметта, докато разследва случай – и е единственият заподозрян в брутално двойно убийство. |    |                                    |                 |                                                         |                     |                     |                     |
| 97 | 24 | Gethsemane                         | Р. У. Гудуин    | Крис Картър                                             | 18 май 1997 г.      | 18 май 1997 г.      | 19.85               |
| Изследователи в Северна Канада откриват нещо, което най-накрая може да бъде неопровержимо доказателство за извънземно съществуване, но дори и Мълдър е скептично настроен, докато зловещи агенти започват да убиват, за да предотвратят неговото разкритие, което води до шокиращо заключение. |    |                                    |                 |                                                         |                     |                     |                     |